# Polystichum muenchii
Polystichum muenchii är en träjonväxtart som först beskrevs av Hermann Christ och fick sitt nu gällande namn av Carl Frederik Albert Christensen. Polystichum muenchii ingår i släktet Polystichum och familjen Dryopteridaceae. Inga underarter finns listade.